# باسیل چارلز دیوی
باسیل چارلز دیوی (انگلیسی: Basil Davey; ۲۱ نوامبر ۱۸۹۷ – ۲۰ نوامبر ۱۹۵۹) فرد نظامی اهل بریتانیا بود. وی همچنین برندهٔ جوایزی همچون نشان حمام و نشان امپراتوری بریتانیا شده‌است.